# Greatest Hits (Blood, Sweat & Tears)
Greatest Hits è un album di raccolta del gruppo musicale canadese-statunitense Blood, Sweat & Tears, pubblicato nel 1972.

## Tracce
Side 1
1. You've Made Me So Very Happy (single version) – 3:29 (Berry Gordy Jr., Brenda Holloway, Patrice Holloway, Frank Wilson)
2. I Can't Quit Her – 3:38 (Al Kooper, Irwin Levine)
3. Go Down Gamblin' (single version) – 2:46 (David Clayton-Thomas)
4. Hi-De-Ho (single version) – 3:59 (Gerry Goffin, Carole King)
5. Sometimes In Winter – 3:07 (Steve Katz)
6. And When I Die (single version) – 3:26 (Laura Nyro)

Side 2
1. Spinning Wheel (single version) – 2:40 (David Clayton-Thomas)
2. Lisa, Listen To Me – 2:58 (Dick Halligan, David Clayton-Thomas)
3. I Love You More Than You'll Ever Know – 5:56 (Al Kooper)
4. Lucretia Mac Evil – 3:04 (David Clayton-Thomas)
5. God Bless the Child – 5:52 (Billie Holiday, Arthur Herzog Jr.)